# Manuel Gatti
Manuel Gatti (nacido el 9 de abril de 1984) es un guitarrista y cantautor chileno.  

## Carrera

### Inicios
En el año 1999 ya se encontraba participando en diversos proyectos musicales. Con tan solo 15 años, fue invitado por su padre, el cantautor chileno Eduardo Gatti, a participar de un recital aniversario de sus 30 años de carrera musical en el Teatro Teletón de Santiago, Chile. Fue en este escenario donde ofició  como "frontman" en dos ocasiones, tocando la guitarra eléctrica y una canción compuesta por él mismo. Además, tuvo la oportunidad de ser acompañado de grandes músicos chilenos  como Sergio "Tilo" González en batería y Jorge Campos en bajo (Congreso); Andres Miquel (Cometa) en teclados y Gabriel Gatti en guitarras. Este último, hermano de Manuel.
Manuel en ese entonces, se dedicaba exclusivamente a la guitarra eléctrica. En el año 2002, a los 18 años, fue invitado a la reunión de la extinta banda chilena de Rock/Blues de los años 60, "The Apparition". En esta misma exitosa agrupación participó su padre hacia 35 años atrás haciéndose conocidos por el hit versionado en español de "When a Man Loves a Woman". La diferencia era que ahora los integrantes eran 35 años mayor que Manuel, por lo que rápidamente se ganó apodos, al ser por lejos, el más joven de la banda. Un álbum fue grabado en vivo en diciembre del 2002, durante un recital en la sala SCD Bellavista. El disco fue muy bien acogido por programas de radio especializados en rock, y tuvo una importante difusión durante el año 2003.
Para el año 2004, Manuel decide estudiar la carrera de intérprete en guitarra eléctrica en la Escuela Moderna de Música de Santiago; pero no fue más que un intento fallido, ya que solamente alcanzó a estar unos pocos meses y se retiró antes de finalizar el año. Paralelamente, participó como DJ en la adaptación teatral de la obra "El señor de las Moscas", de la compañía de teatro Ciklos, donde también colaboró en su exitosa obra "La leyenda de los hermanos Montoya".
En el año 2005, inquieto por sus propias composiciones, Manuel decide comenzar a cantar sus propias canciones. Se asocia con el tecladista Daniel Baeza (Javiera Mena, Primavera de Praga) para crear canciones y liderar la banda "Micropop", integrados por Manuel como cantante y guitarrista, Daniel Baeza en sintetizadores y coros, Gabriel Gatti en bajo, y Pablo Albornoz en batería, además de un quinto integrante oculto en la banda, quien se encargaba de alterar digitalmente todo la banda, antes de que el sonido se amplificara por los parlantes, logrando un sonido particular y vanguardista, que muchas veces descolocaba a la audiencia con sorpresas sonoras. Posteriormente la batería fue reemplazada por Sebastian Horta, después Francisco Aparicio, y el bajo fue reemplazado por Camilo Sepúlveda (Desvíos). La banda se presentó más de treinta ocasiones en vivo en distintos escenarios de Santiago y Viña del Mar, destacando una presentación en La Batuta en donde tuvieron de invitado a Pablo Ugarte, cantante de Upa a cantar el hit colectivo "Ella Llora", junto a la banda; y también un show en Plaza Egaña, apoyando a la comuna de La Reina, ante más de 5000 asistentes. La única publicación formal de Micropop fue en la participación de un compilado de música de vanguardia llamado "Disconectar", con un remix de la canción "Gira el Mundo", junto con participaciones de CHC y Ud No!, entre otros.
Para fines del año 2006, y algo cansado de no poder tomar sus propias decisiones, decide disolver Micropop para comenzar a preparar su carrera de solista.
El 2007 fue un año de mucha preparación sonora, había que reducir el aparatoso formato al que Manuel estaba acostumbrado a trabajar con Micropop, para reducirlo a una banda de rock lo más simple y efectiva posible. El 15 de diciembre de ese mismo año, lanza oficialmente su carrera como solista acompañado de Camilo Sepúlveda en bajo, Felipe Cherubini en batería y la fugaz participación de la artista y modelo Francisca Casas en coros. Sin álbum editado, Manuel y su banda comienzan a presentarse en distintos escenarios de la capital.

### 2008-presente
Para mediados del año 2008, Gatti y su banda ya se encontraban lo suficientemente afiatados para poder entrar al estudio y grabar el álbum debut en AST estudios, a cargo del músico e ingeniero, Nicolas Arce (Desvíos). Simultáneamente, el actor de televisión y director teatral, Cesar Sepúlveda (Charly Tango, Mi Bella Genio), dirigió el videoclip del primer single de la placa: "Hablar de Más". El disco se encuentra a la venta exclusivamente en www.portaldisc.com.
Lanzó su primer álbum (Manuel Gatti) el año 2009, con una presentación a teatro lleno en La Batuta. También tocó en el campus San Joaquín de la Universidad Católica de Chile ante más de 4000 personas, compartiendo escenario con Joe Vasconcellos, Francisca Valenzuela, entre otros. También tuvo una exitosa presentación ante 2000 espectadores en el Jamboree Urbano realizado en el Parque O'Higgins; apariciones en portada de la versión en línea del diario "El Mercurio" y "La Segunda"; y diversas presentaciones promocionales en shows de televisión. Este disco fue una de las primeras producciones en ser lanzadas exclusivamente en formato descargable vía web, algo que llamó la atención de la prensa por ser una novedosa apuesta en el mercado local. 
Con el sencillo "Hablar de más", este músico se dio a conocer en distintos escenarios y medios de difusión. Como el mismo lo definió en más de alguna ocasión: "es un disco de canciones pop tocadas por una banda de rock". El estilo del LP se caracteriza por un sonido crudo de banda, tratando de simplificar los excesivos recursos que se aplican hoy en día, en las infinitas pistas que ofrecen las grabaciones digitales.
Para el 2010, después de dos conciertos de despedida, uno en Aldea del Encuentro de La Reina y otro en el Club Amanda de Vitacura, Manuel viaja a Ámsterdam, Holanda, en donde se ha presentado en distintos escenarios, como Backstage Hotel, Cafe Skek, destacando un exitoso show en Club Panamá, escenario que ha acogido a artistas de la talla de Alicia Keys.
Actualmente viaja entre Ámsterdam (Holanda) y Gotemburgo (Suecia), componiendo su segundo álbum de estudio, y se espera que regrese a Chile para mediados del 2011.
Como proyectos paralelos, durante el año 2007 y 2008, Manuel Gatti participó en la composición de soundtracks de películas y espectáculos, destacando su participación en la creación de la música, en conjunto con Eduardo Gatti, de la reedición del clásico film chileno "El Último Grumete de la Baquedano", dirigida por Jorge López Sotomayor. Ese mismo año creó el soundtrack del espectáculo de circo contemporáneo "Entre Millones", creación colectiva de Compañía Balance, que aún sigue girando por Chile, y que  viajó a Corea del Sur para participar en la segunda edición del Festival Internacional de Danza de Busan. 
Las dos obras tienen discos editados con sus soundtracks respectivos.
- Datos: Q5993121